# NGC 4442
NGC 4442 (другие обозначения — UGC 7583, MCG 2-32-68, ZWG 70.100, VCC 1062, PGC 40950) — линзообразная галактика (SB0) в созвездии Дева.
Этот объект входит в число перечисленных в оригинальной редакции «Нового общего каталога».
Бар и линза галактики на изображениях выглядят как толстая квадратная структура.